# Naked in My Cellar
«Naked in My Cellar» es un sencillo de la banda finlandesa de hard rock Lordi, que fue publicado el 4 de mayo de 2018. Es el segundo sencillo del álbum Sexorcism.

## Lista de canciones
- Naked in My Cellar (4:45)

## Créditos
- Mr. Lordi (vocalista)
- Amen (guitarra)
- OX (bajo)
- Mana (batería)
- Hella (piano)